# ویشاکا و دیگران علیه ایالت راجستان
ویشاکا و دیگران علیه ایالت راجستان یک پرونده در دیوان عالی هند در سال ۱۹۹۷ بود که در آن گروه‌های مختلف زنان به رهبری ناینا کاپور و سازمان او ساکشی یک دعوی حقوقی منافع عمومی علیه ایالت راجستان و دولت مرکزی هند تشکیل دادند. خواسته آنها اجرای اصول اساسی برای حقوق کارگران زن را بیان می‌کرد. حقوق کارگران زن بر اساس مواد ۱۴، ۱۹ و ۲۱ قانون اساسی هند مطرح شده‌است. این دادخواست پس از اینکه بهانواری دیوی، یک مددکار اجتماعی در راجستان، به دلیل جلوگیری از ازدواج کودکان مورد تجاوز گروهی وحشیانه قرار گرفت، ثبت شد.
دیوان تصمیم گرفت که با در نظر گرفتن کنوانسیون‌ها و هنجارهای بین‌المللی برای تفسیر تضمین برابری جنسیتی، و اعمال موجود در سطح ذاتی آزار و اذیت جنسی در قانون حق کار با کرامت انسانی در مواد ۱۴، ۱۵، ۱9 (1) بند (ز) و ۲۱ به این پرونده ورود کند. این دادخواست منجر به چیزی شد که معمولاً به عنوان دستورالعمل ویشاکا شناخته می‌شود. دیوان در اوت ۱۹۹۷ توسط دادگاهی شامل رئیس دادگستری هند جی. اس ورما، سوجاتا منوهر و بوپیندر نات کرپال اصول اولیه را ارائه کرد. تعاریف آزار جنسی در محیط کار و ارائه رهنمودهایی برای مقابله با آن، که به عنوان یک پیروزی حقوقی قابل توجه برای گروه‌های زنان در هند تلقی می‌شد.

## پیشینه
در هند، قبل از سال ۱۹۹۷، هیچ دستورالعمل رسمی برای نحوه برخورد کارفرما با حادثه آزار جنسی در محل کار وجود نداشت. زنانی که در محل کار مورد آزار و اذیت جنسی قرار می‌گیرند، باید بر اساس بخش ۳۵۴ قانون مجازات هند که به «خشونت جنایی علیه زنان به دلیل خشم زنانه» می‌پردازد و بند ۵۰۹ که فرد یا افرادی را به دلیل استفاده از «کلمات» مجازات می‌کند، تحت پیگرد قانونی قرار گیرند. عملی که به قصد توهین به نجابت زن است. این بخش‌ها تعریف «حیا زنانه» را به تشخیص افسر پلیس واگذار می‌کرد.

## روند دادگاه و داوری
در طول دهه ۱۹۹۰، بانواری دوی، کارمند دولت ایالت راجستان که در تلاش برای جلوگیری از ازدواج کودکان به عنوان بخشی از وظایف خود به عنوان یک فعال برنامه توسعه زنان بود، توسط صاحبخانه‌های جامعه گوجار مورد تجاوز قرار گرفت. پدرسالاران فئودال که از او خشمگین بودند (به قول خودشان: «زنی حقیر از جامعه فقیر و سفالگر») تصمیم گرفتند به او درس عبرت دهند و بارها به او تجاوز کردند. بازمانده این تجاوز جنسی از دادگاه عالی راجستان عدالت نگرفت و متجاوزان بدون هیچ‌گونه محکومیتی آزاد شدند. این امر باعث شد تا چندین گروه و سازمان غیردولتی زنان به دادگاه عالی به صورت جمعی ویشاکا شکایت کنند.
این پرونده به دلیل «فقدان قوانین داخلی در این زمینه، برای تدوین اقدامات مؤثر برای بررسی شر آزار جنسی زنان کارگر در همه محل‌های کار.» مورد توجه دیوان عالی هند قرار گرفت. در سال ۱۹۹۷، دادگاه عالی یک حکم مهم صادر کرد که دستورالعمل‌هایی را برای رسیدگی به شکایات آزار جنسی توسط موسسات تعیین کرد. دستورالعمل‌های ویشاکا توسط دادگاه عالی هند در سال ۱۹۹۷ در پرونده ویشاکا و دیگران علیه ایالت راجستان در رابطه با آزار جنسی در محل کار وضع شد. دادگاه اعلام کرد که این دستورالعمل‌ها باید تا تصویب قانونی برای رسیدگی به این موضوع اجرا شود.
دیوان تصمیم گرفت که توجه به کنوانسیون‌ها و هنجارهای بین‌المللی به منظور تفسیر تضمین برابری جنسیتی در قانون اساسی، حق کار با کرامت انسانی در مواد ۱۴، ۱۵، ۱9 (1) (ز) و ۲۱ اقدامات علیه آزار جنسی را در آن نهفته دانست.
دادگاه همچنین آزار و اذیت جنسی را شامل چنین رفتارهای جنسی ناخواسته (چه مستقیم یا ضمنی) به عنوان تماس فیزیکی و پیشرفت، درخواست یا درخواست برای جلب لطف جنسی، نظرات تلقین آمیز جنسی، نمایش هرزه‌نگاری یا هر ناخواسته کلامی یا غیرمستقیم فیزیکی دیگر تعریف کرد. . . . . طبق نظر دادگاه، رفتار کلامی با ماهیت جنسی، اگر چنین رفتاری در شرایطی رخ دهد که قربانی چنین رفتاری ترس منطقی از شغل یا کار قربانی داشته باشد، خواه حقوق بگیر یا داوطلبانه، خواه در دولت یا بخش خصوصی، چنین رفتارهای خصوصی می‌تواند تحقیرآمیز باشد و ممکن است مشکلی در سلامت و ایمنی ایجاد کند. دادگاه خاطرنشان کرد که زمانی که یک زن دلایل منطقی داشته باشد مبنی بر اینکه آزار جنسی برای شغل یا کارش مضر است، از جمله استخدام یا ارتقا یا ایجاد یک محیط کاری خصمانه، تبعیض آمیز است؛ بنابراین، آزار جنسی نیازی به تماس فیزیکی ندارد. هر اقدامی که فضای کاری خصمانه ایجاد کند – چه از طریق شوخی‌های کثیف، آزار و اذیت کلامی، انتشار شایعات زننده و غیره – آزار جنسی محسوب می‌شود. ایجاد یک محیط کاری خصمانه از طریق رفتار فیزیکی کلامی یا غیرکلامی ناخواسته با ماهیت جنسی ممکن است شامل یک عمل واحد نباشد، بلکه یک الگوی رفتاری است که شامل بسیاری از این اعمال است.
با توجه به اینکه در برخی موارد، انگ روانی گزارش رفتار همکار ممکن است مستلزم جسارت زیادی از جانب قربانی باشد و ممکن است پس از مدتی طولانی چنین اقداماتی را گزارش کنند. دستورالعمل‌ها پیشنهاد می‌کنند که مکانیسم انطباق باید رسیدگی به شکایات محدود به زمان را تضمین کند، اما پیشنهاد نمی‌کند که گزارشی فقط در مدت کوتاهی از وقوع حادثه تهیه شود. اغلب، پلیس در موارد آزار و اذیت جنسی، به ویژه در مواردی که مدتی پیش آزار و اذیت صورت گرفته، از تشکیل پرونده برای اولین گزارش اطلاعاتی خودداری می‌کند.

## قوانین بعدی
حکم دادگاه عالی هند در سال ۱۹۹۷ تنها دستورالعمل‌هایی را برای کاهش مشکل آزار جنسی پیشنهاد کرد. هند بالاخره این قانون را برای جلوگیری از آزار جنسی کارمندان زن در محل کار تصویب کرد. قانون آزار جنسی زنان در محل کار (پیشگیری، ممنوعیت و جبران خسارت)، ۲۰۱۳ (قانون آزار جنسی) در ۲۳ آوریل ۲۰۱۳ با انتشار در روزنامه رسمی هند به اجرا درآمد.